# Christoph Weiss (Priester)
Christoph Weiss (* 20. September 1984 in Melk) ist ein österreichischer römisch-katholischer Priester. Seit 1. Jänner 2021 ist er Generalvikar der Diözese St. Pölten.

## Leben
Weiss wuchs mit zwei Geschwistern in Ybbs an der Donau auf. Nach der Matura am Stiftsgymnasium Melk studierte er in St. Pölten Fachtheologie und Religionspädagogik. Ehrenamtlich war er auch bei Radio Maria Österreich tätig. Von 2009 bis 2010 unterrichtete er katholische Religion am BG/BRG Wieselburg. Darüber hinaus engagierte er sich viele Jahre in der Legion Mariens.
2010 trat er in das Priesterseminar der Diözese St. Pölten ein und absolvierte als Alumne des Collegium Germanicum et Hungaricum sein Doktoratsstudium in Rom an der Päpstlichen Universität Santa Croce.
Nach der Priesterweihe 2014 war er Kaplan in Gmünd und Schrems, Provisor in Rastenfeld und Friedersbach und von September 2019 bis September 2020 war er Pfarrer in Krems-St. Paul und Krems-Lerchenfeld.
Als Jugendseelsorger im Dekanat Gmünd etablierte er die „Jugendmessen on tour“, sowie die „Mission Waldviertel“, die dort Angebote zur Glaubenserneuerung und -vertiefung zugänglich macht.
Weiss engagierte sich als Mit-Autor des „YOUCAT for KIDS“.
Im Oktober 2020 von Diözesanbischof Alois Schwarz ernannt, ist er seit 1. Jänner 2021 Generalvikar der Diözese St. Pölten und damit der jüngste Generalvikar Österreichs.
In einem ersten Grußwort an die Mitarbeiter in der Diözese bezeichnete Weiss seine Ernennung als „starkes Zeichen auch an junge Generationen, sich an der Gestaltung der Zukunft der Kirche in unserer Heimat zu beteiligen.“
Seit 14. Februar 2021 ist Weiss Mitglied des Domkapitels von St. Pölten.

## Publikationen
- Das Bußsakrament im Kontext der sakramentalen Initiation von Kindern. Eine historisch-theologische Studie. Verlag Friedrich Pustet, Regensburg 2018.